# Torii (Klan)

Wappen der Torii
(Torii-Sasa)

Alternativ-Wappen der Torii.

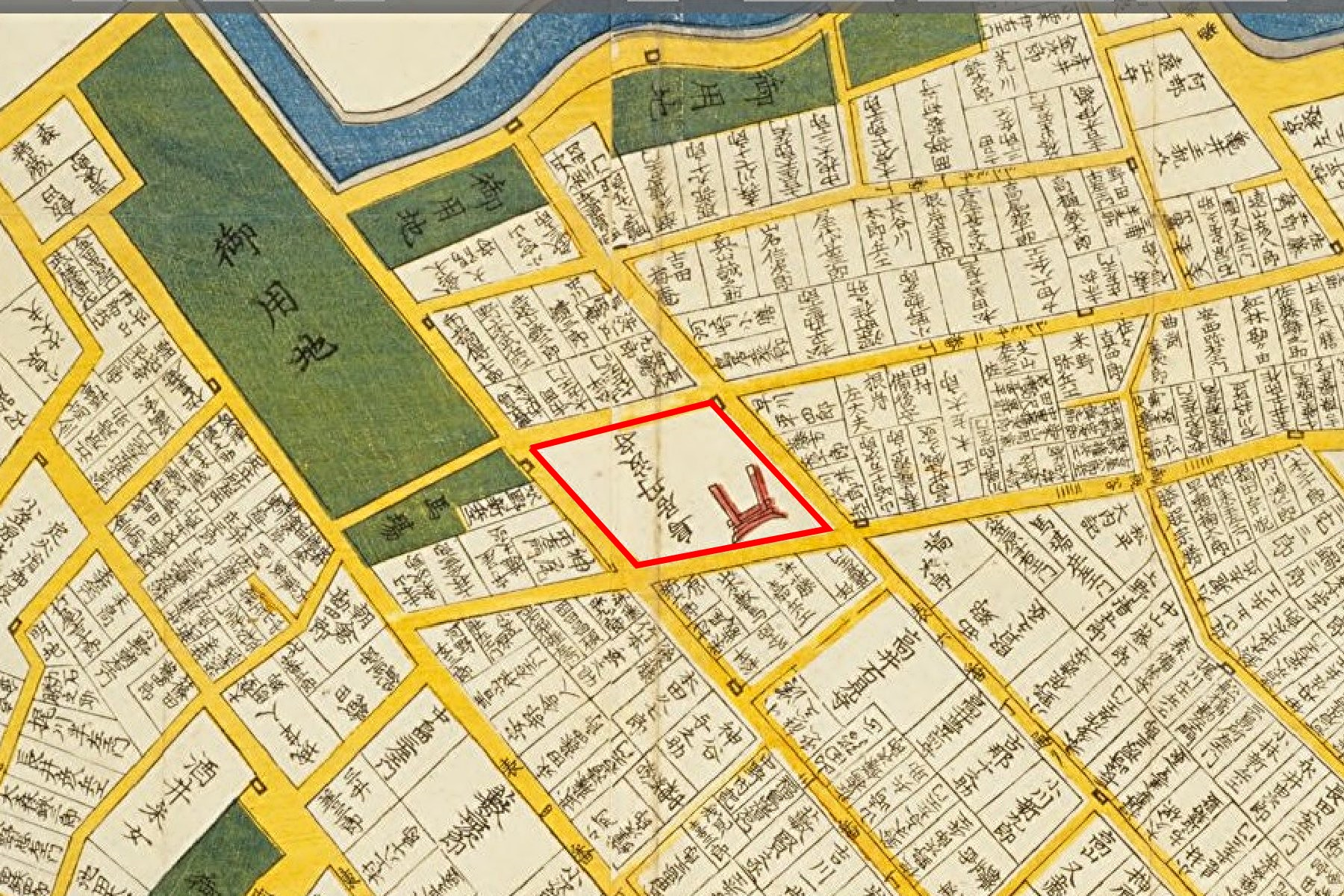
Torii-Residenz in Edo
(Kaei-Zeit)

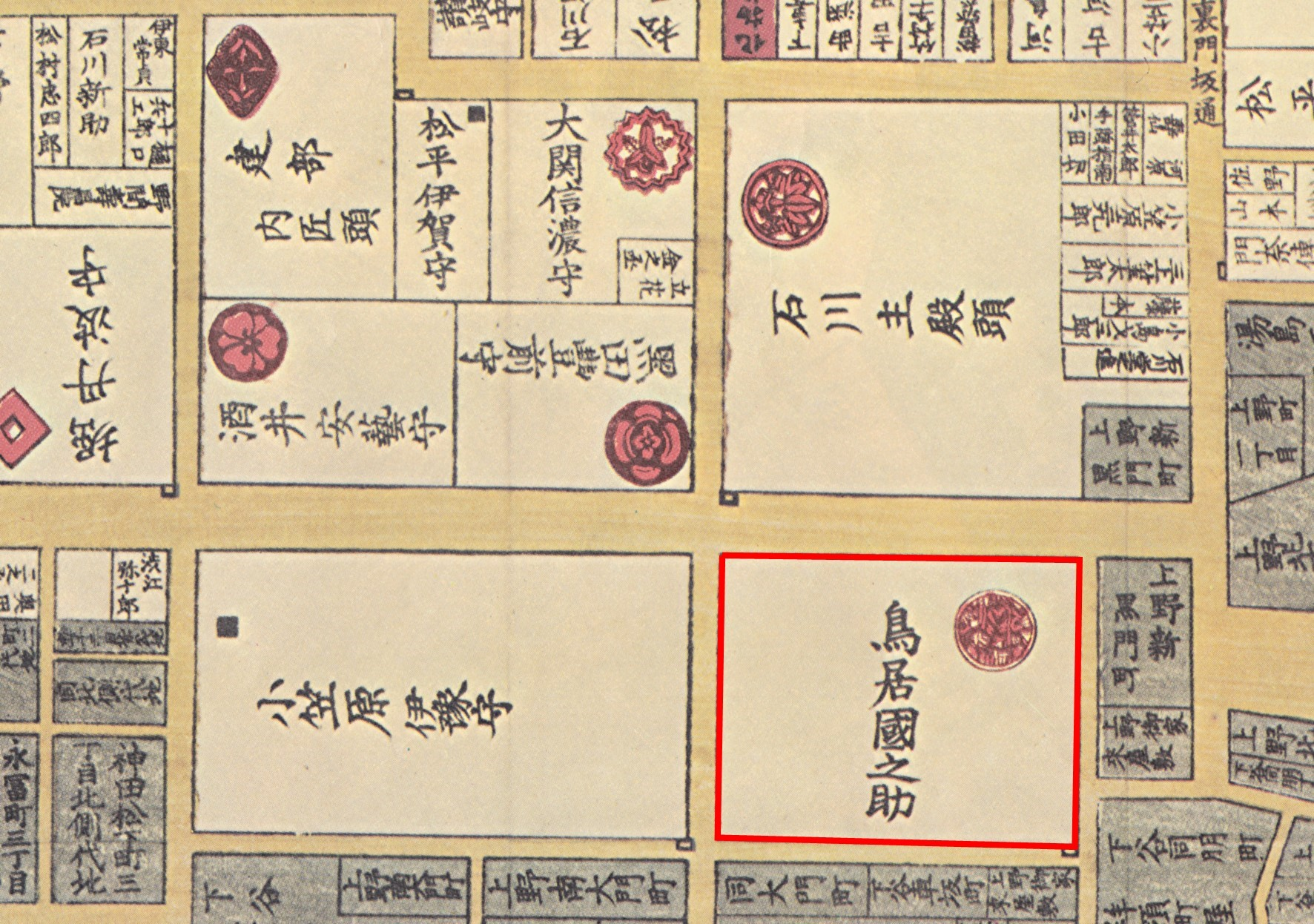
Torii-Residenz in Edo
(Ansei-Zeit)

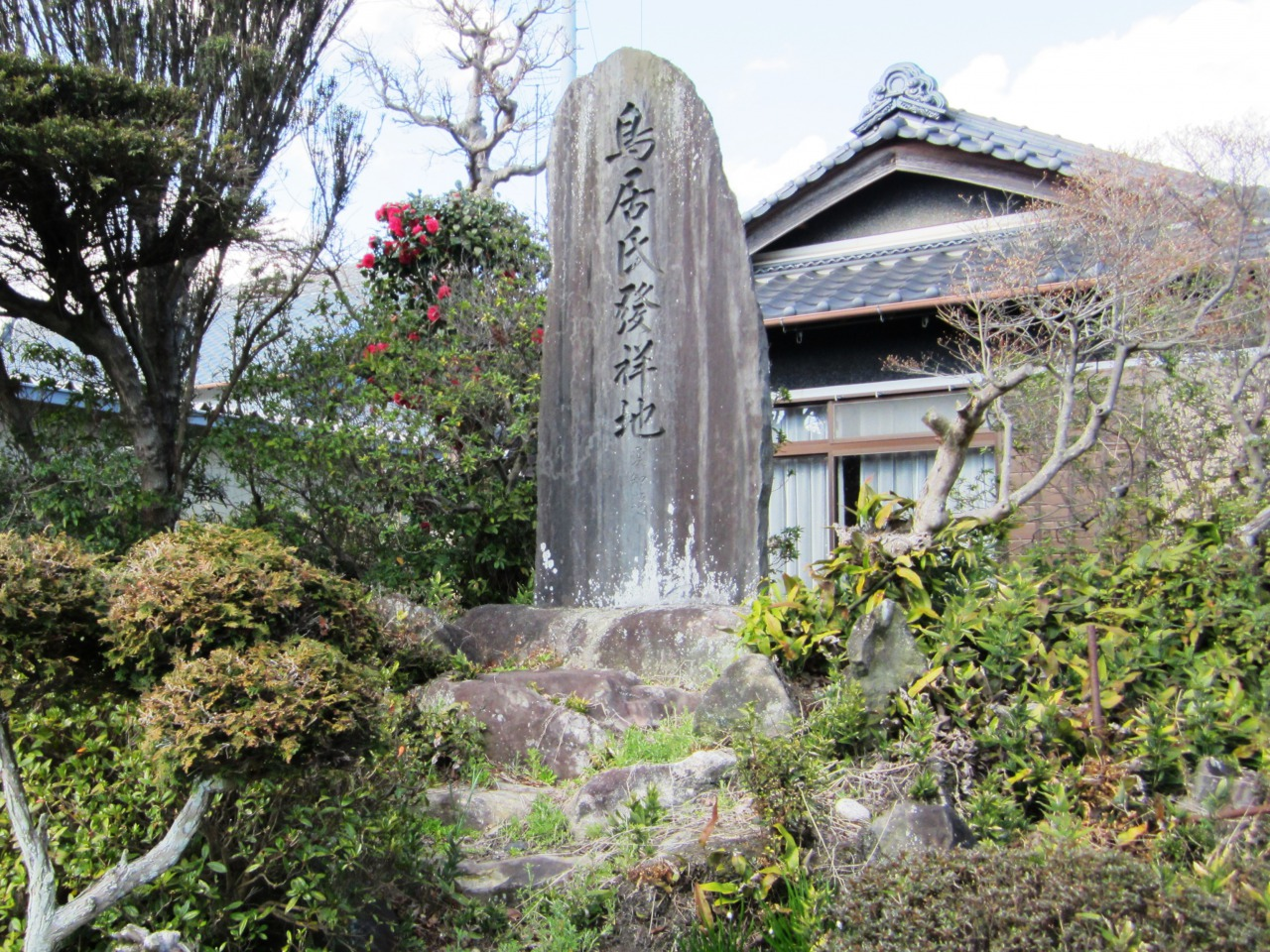
Heimat der Torii (Okazaki)

Die Torii (japanisch 鳥居氏, Torii-shi)  waren eine Familie des japanischen Schwertadels (Buke), die sich von Fujiwara no Moromasa ableitete. Mit einem Einkommen von 30.000 Koku gehörten die zuletzt in Mibu (Präfektur Tochigi) residierenden Torii zu den kleineren Fudai-Daimyō der Edo-Zeit.

## Genealogie
- Tadayoshi (忠吉; † 1572)
- Mototada (元忠; 1539–1600), Tadayoshis Sohn, erhielt 1590 die Domäne Yahagi[A 2] (Shimousa) mit 40.000 Koku. Als Tokugawa Ieyasu einen Feldzug gegen Uesugi Kagekatsu begann, befahl er Mototada, die Burg Fushimi zu verteidigen. Dort wurde Mototada von den Shimazu und den Ukita belagert, fiel dann in dem Augenblick, als die Belagerung aufgehoben wurde.

### Hauptzweig
- Tadamasa (忠政; 1567–1628), Mototadas Sohn, erhielt 1603 Iwakidaira (Mutsu) mit 100.000 Koku. 1622 wurde er nach Yamagata (Dewa) versetzt, sein Einkommen wurde auf 260.000 Koku erhöht.
- Tadatsune (忠恒; 1604–1636), Tadamasas Sohn und Erbe, starb ohne Nachkommen. Daraufhin fiel das Lehen an den Shogun zurück.
- Tadaharu (忠春; 1608–1651), Tadatsunes Bruder, konnte dann die Linie in kleinerem Maße fortsetzen: er erhielt 1639 Takatō[A 3] (Shinano) mit 30.000 Koku. Seine Nachkommen residierten ab 1689, in Shimomura[A 4] (Noto), ab 1695 in Minakuchi[A 5] (Ōmi) und dann von 1712 bis 1868 in Mibu (Shimotsuke) mit 30.000 Koku. Der letzte Daimyō, Torii Tadafumi (1847–1914), wurde nach 1868 Vizegraf.

### Nebenzweig
- Naritsugu (成次; 1605–1633), ein Bruder Tadamasas, erhielt 1601 Yamura[4] (Kai) mit 35.000 Koku. 1632 wurde er abgesetzt, weil er seine Aufsichtspflicht gegenüber Suruga-Dainagon Tadanaga[A 6] dessen Berater er war, vernachlässigt hatte. Er musste ins Exil nach Yamagata gehen, wo sein Neffe Tadatsune regierte.